# Route nationale 11 (Cameroun)
Pour les articles homonymes, voir Route nationale 11.
La route nationale 11 est une route camerounaise reliant Bamenda à Bamenda en passant par Wum, Nkambé, Kumbo, Jakiri, Ndop. Sa longueur est de 430 km,.